# Wolfgang Richter
Wolfgang Richter (São Paulo, 17 de agosto de 1926) es un regatista brasileño.
En 1947 ganó el Campeonato de Brasil de la clase Snipe.
Posteriormente, participó en los Juegos Olímpicos de Londres 1948 en la clase Firefly, en los de Helsinki 1952 en la clase Dragon, y en Roma 1960 en la clase Flying Dutchman. En los Juegos Olímpicos de México 1968 fue el entrenador del equipo de Brasil.